# Jhonny Da Silva
Jhonny Da Silva, vollständiger Name Jhonny Alexander Da Silva Sosa, (* 21. August 1991 in Barros Blancos oder Pando) ist ein uruguayischer Fußballspieler.

## Karriere

### Verein
Der nach Angaben seines Vereins 1,82 Meter große Torhüter kam bereits in der Clausura 2009 zu einem Erstligaeinsatz für den Tacuarembó FC, als er gegen Defensor debütierte. Auch in den beiden folgenden Spielzeiten 2009/10 und 2010/11 stand er dort unter Vertrag. Für die Norduruguayer absolvierte er in der Saison 2009/10 23 und in der anschließenden Spielzeit 14 Partien in der Primera División. Mitte des Jahres 2012 wurde er für ein Jahr nach Argentinien an Nueva Chicago verliehen. Bei diesem Verein lief er in der Primera B Nacional in fünf Begegnungen auf. Zur Spielzeit 2013/14 schloss er sich dem uruguayischen Erstligisten El Tanque Sisley an, blieb jedoch in der Apertura 2013 ohne Einsatz.
Nach der Apertura 2013 lief der Vertrag Da Silvas bei El Tanque Sisley aus. Ende Januar 2014 wurde er als Abgang ohne weitere Zielangabe geführt. Auch ist in der Clausura 2014 kein weiterer Einsatz für ihn verzeichnet. Anfang Juli 2014 wurde allerdings während der laufenden Vorbereitung auf die Spielzeit 2014/15 berichtet, dass der Torhüter weiterhin dem Verein angehöre. In der Apertura 2014 wurde er in zwölf Erstligaspielen eingesetzt. Mitte Januar 2015 schloss er sich dem kolumbianischen Verein Atlético Huila an. Bei den Kolumbianern absolvierte er 60 Partien in der Primera A und zwei in der Copa Colombia. Seit Ende Januar 2017 steht er wieder im Kader des Erstligaaufsteigers El Tanque Sisley. In der laufenden Saison 2017 wurde er aber bislang (Stand: 4. März 2017) nicht eingesetzt.

### Nationalmannschaft
Da Silva spielte in der uruguayischen U-20-Nationalmannschaft. Er gehörte zum Kader bei der U-20-Südamerikameisterschaft 2011 in Peru, bei der Uruguay den zweiten Platz belegte. Im Verlauf des Turniers wurde Da Silva zweimal eingesetzt. Anschließend nahm er auch an der U-20-Weltmeisterschaft jenes Jahres in Kolumbien teil. Dort wirkte er allerdings nicht aktiv mit.

### Erfolge
- Vize-U-20-Südamerikameister 2011